# Chris Barton

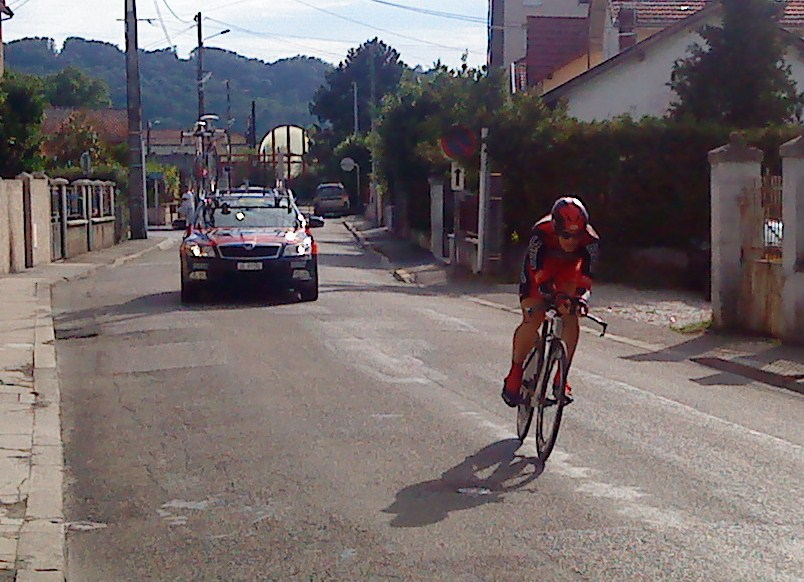
Chris Barton, en 2010.

Chris Barton es un ciclista profesional estadounidense. Nació en Sacramento (California) el 7 de junio de 1988.
Es profesional desde 2010, cuando debutó con el equipo BMC Racing Team y en 2012 fichó por el Bissell Cycling.

## Palmarés
No ha conseguido victorias como profesional.

## Equipos
- BMC Racing Team (2010-2011)
- Bissell Cycling (2012)